# كياثون أمرط
كياثون أمرط (الاسم العلمي: Cyathea glabrescens) هو نوع من النباتات يتبع جنس الكياثون من الفصيلة الكياثونية.